# 亞歷山德里夫卡 (薩赫諾夫希納市鎮)
49°1′6″N 35°48′27″E / 49.01833°N 35.80750°E
亞歷山德里夫卡（烏克蘭語：Олександрівка），是烏克蘭的村落，位於該國東部哈爾科夫州，由别列斯京区的薩赫諾夫希納市鎮負責管轄，始建於1825年，面積0.42平方公里，海拔高度146米，2001年人口94，人口密度每平方公里223.8人。